# Becuna
Die USS Becuna (SS-319) ist ein U-Boot der Balao-Klasse, das von der United States Navy während des Zweiten Weltkrieges im Pazifikkrieg eingesetzt wurde. Das Boot ist benannt nach einer im Nordatlantik heimischen Barrakuda-Art (Sphyraena spet). Seit 1996 ist es als Museumsschiff im Independence Seaport Museum in Philadelphia der Öffentlichkeit zugängig und seit Januar 1986 als National Historic Landmark anerkannt.

## Geschichte

### Bau
Das Boot wurde am 29. April 1943 bei der Electric-Boat-Werft in Groton, Connecticut, auf Kiel gelegt und hatte am 30. Januar 1944 seinen Stapellauf. Die USS Becuna wurde von Mrs. George C. Crawford, der Gattin des ersten Kommandanten, getauft und am 27. Mai 1944 in Dienst gestellt.
(Zur Technik siehe Balao-Klasse.)

### Einsatz

#### Pazifikkrieg
Die Becuna verließ die Naval Submarine Base New London (Connecticut) am 1. Juli 1944 in Richtung Pearl Harbor, welches sie nach der Passage des Panamakanals am 29. Juli erreichte. Am 23. August lief sie zu ihrer ersten Patrouillenfahrt aus und nahm am 1. September einen japanischen Soldaten in einem kleinen Boot fest, der später an Land verbracht wurde, und versenkte es mit Maschinengewehrsalven. Seinen ersten Angriff führte das U-Boot am 25. September auf einen kleinen japanischen Konvoi aus, es liegen aber keine Berichte über verursachte Schäden vor. Am 8. Oktober beschädigte es den Tanker Kimikawa Maru, und am 17. vier Schiffe, die Tanker San Luis Maru und Tokuwa Maru sowie zwei unidentifizierte Frachter. Die Tokuwa Maru wurde später von einem anderen U-Boot versenkt. Becuna verließ Fremantle in Australien für ihre zweite Patrouillenfahrt am 16. November 1944. Im Januar 1945 versenkte sie zwei nicht identifizierte japanische 300 und 800 t Transportschiffe mit der Bordkanone. Im Februar lief das Boot zu seiner dritten Feindfahrt wieder aus Fremantle aus und versenkte im selben Monat den Tanker Nichiyoku Maru. Im Mai verließ es Fremantle zur vierten, und am 21. Juni zu seiner fünften Feindfahrt. Am 15. Juli griff es erfolglos ein Torpedoboot der Ōtori-Klasse an. Zum weiteren Dienst in der Pazifikflotte lief es am 22. September San Diego an.

#### Nachkriegszeit
1949 wurde die Becuna in die Atlantikflotte verlegt und im August 1951 im Rahmen des Programms GUPPY-1A in New London modernisiert. Im März 1961 und im selben Monat 1963 operierte sie während der Eissaison in der Cabotstraße. Im Sommer 1963 wurde sie nach Nordeuropa und ins Mittelmeer für Tätigkeiten mit der 6. US-Flotte verlegt, und lief im Herbst dann verschiedene Häfen in England an. Das U-Boot wurde im November 1964 im Navy Yard in Philadelphia überholt und im Sommer 1965 wieder zur 6. US-Flotte verlegt. Am 7. November 1969 wurde es außer Dienst gestellt und am 15. August 1973 aus dem Navy-Register gestrichen.

#### Denkmal
Am 21. Juni 1976 wurde es der Cruiser Olympia Association in Philadelphia als U-Boot-Denkmal übergeben und schließlich am 1. Januar 1996 offiziell zum Teil des Independence Seaport Museum von Philadelphia. Im August 1978 wurde die Becuna als Struktur im National Register of Historic Places eingetragen.

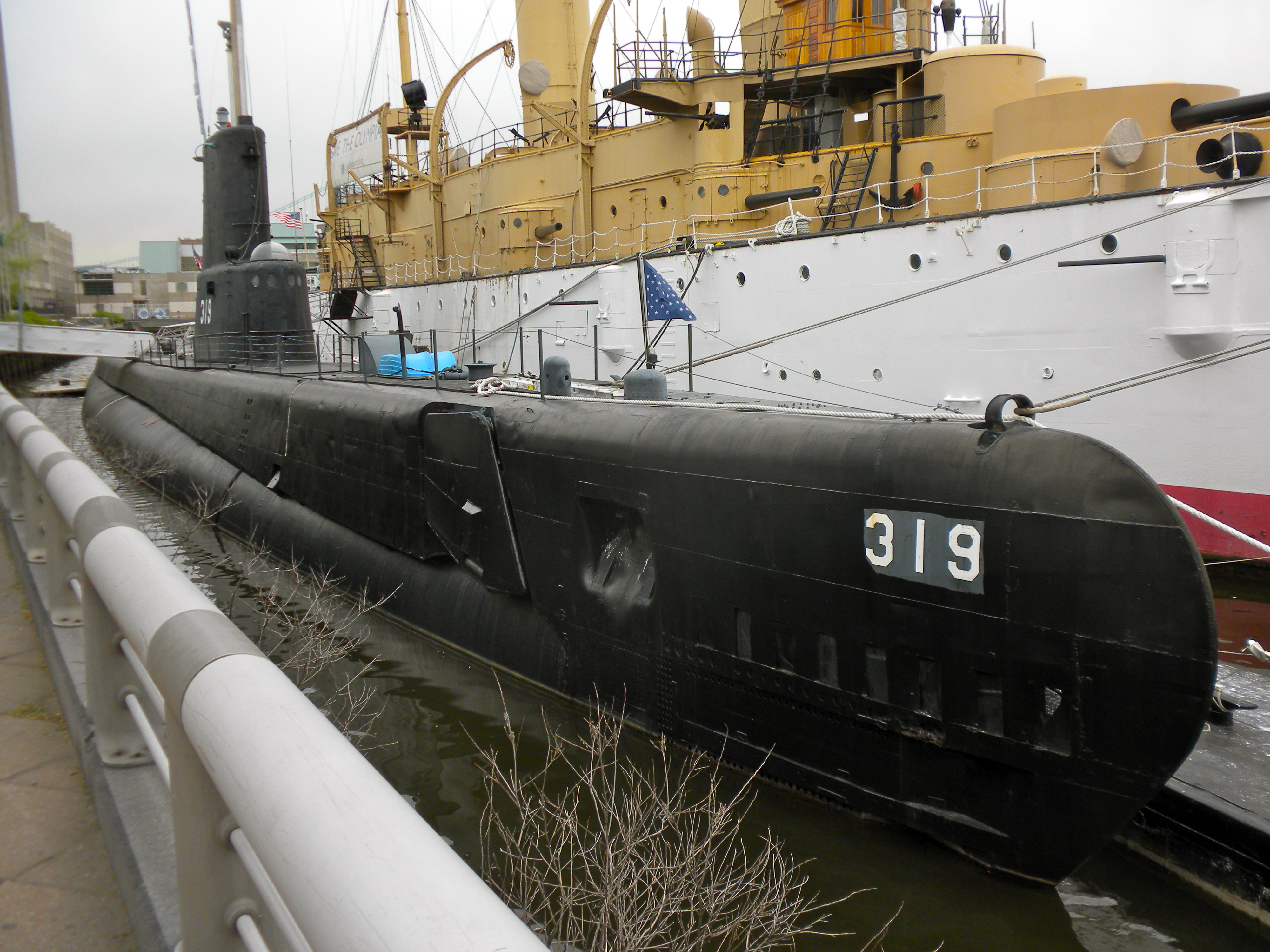
USS Becuna mit der USS Olympia im Hintergrund